# Fährwall 4 (Stralsund)

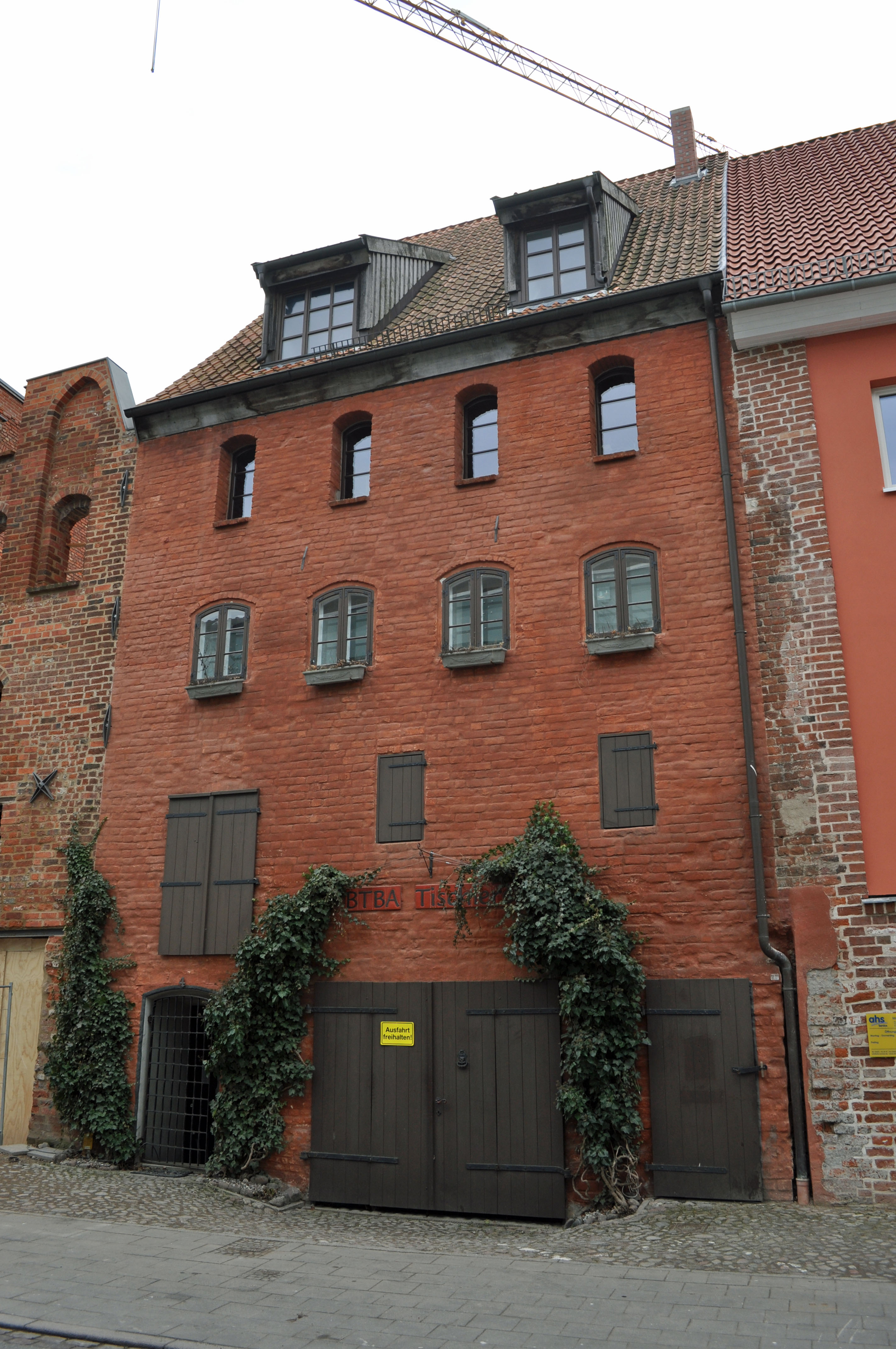
Das Haus Fährwall 4 in Stralsund (2012)

Das Haus mit der postalischen Adresse Fährwall 4 ist ein denkmalgeschütztes Gebäude in der Hansestadt Stralsund am Fährwall.
Das viergeschossige, vierachsige Haus ist als ehemaliger Bestandteil der Stralsunder Stadtmauer mittelalterlichen Ursprungs. Es wurde zunächst als Speicher genutzt, seit einer Sanierung Ende der 1990er Jahre dient es als Wohnhaus und Veranstaltungszentrum.
Die Fassade ist in Backstein ausgeführt. Je vier segmentbogige Luken prägen das zweite und dritte Obergeschoss.
Das Haus liegt im Kerngebiet des von der UNESCO als Weltkulturerbe anerkannten Stadtgebietes des Kulturgutes „Historische Altstädte Stralsund und Wismar“. In die Liste der Baudenkmale in Stralsund ist es mit der Nummer 184 eingetragen.